# Atydina atyoides
Atydina atyoides is een garnalensoort uit de familie van de Atyidae. De wetenschappelijke naam van de soort is voor het eerst geldig gepubliceerd in 1900 door Nobili.